# Mohamed Aly (boxe)
Mohamed Aly est un boxeur égyptien né le 19 février 1975 au Caire.

## Carrière
Aux Jeux olympiques d'été de 2004, il combat dans la catégorie des poids super-lourds et remporte la médaille d'argent, n'ayant pas pu disputer la finale après avoir échoué à un test médical.

## Référence
1. ↑  (en) Egypt suffer boxing blow. BBC Sport, le 29 août 2004